# Marc McDermott
Marc McDermott, nato Marcus McDermott (Goulburn, 24 luglio 1881 – Glendale, 5 gennaio 1929), è stato un attore australiano che lavorò negli Stati Uniti all'epoca del muto.
Era sposato con l'attrice Miriam Nesbitt, sua collega e partner in numerosi film prodotti dalla Edison Film Company.

## Filmografia

### 1909
- Lochinvar, regia di J. Searle Dawley (1909)
- Comedy and Tragedy, regia di J. Searle Dawley (1909)
- Les Misérables,  regia di J. Stuart Blackton (1909)
- The House of Cards, regia di Edwin S. Porter (1909)

### 1910
- The Engineer's Romance, regia di Edwin S. Porter (1910)
- Michael Strogoff, regia di J. Searle Dawley (1910)
- The Princess and the Peasant, regia di J. Searle Dawley (1910)
- The Lady and the Burglar, regia di Bannister Merwin (1910)
- The Attack on the Mill, regia di Edwin S. Porter (1910)
- How the Squire Was Captured (1910)
- From Tyranny to Liberty, regia di J. Searle Dawley (1910)
- The Stenographer's Friend; Or, What Was Accomplished by an Edison Business Phonograph (1910)
- A Christmas Carol, regia di J. Searle Dawley, Charles Kent e Ashley Miller (1910)

### 1911
- In the Days of Chivalry, regia di J. Searle Dawley (1911)
- The Rajah, regia di J. Searle Dawley (1911)
- The Writing on the Blotter (1911)
- Monsieur (1911)
- The Strike at the Mines, regia di Edwin S. Porter (1911)
- How Spriggins Took Lodgers (1911)
- The Twin Towers (1911)
- The Two Heroes (1911)
- Aida, regia di Oscar Apfel e J. Searle Dawley (1911)
- Madeline's Rebellion, regia di Edwin S. Porter (1911)
- A Sane Fourth of July (1911)
- The Cardinal's Edict (1911)
- Her Brother's Photograph (1911)
- Van Bibber's Experiment, regia di Ashley Miller (1911)
- A Thoroughbred, regia di J. Searle Dawley (1911)
- Trading His Mother (1911)
- Sir George and the Heiress (1911)
- The Battle of Bunker Hill, regia di Oscar C. Apfel e J. Searle Dawley (1911)
- Two Officers (1911)
- The Declaration of Independence, regia di J. Searle Dawley (1911)
- The Three Musketeers: Part 2
- The Death of Nathan Hale (1911)
- Foul Play, regia di Oscar Apfel (1911)
- At the Threshold of Life (1911)
- An Old Sweetheart of Mine, regia di Bannister Merwin (1911)
- An Island Comedy, regia di Ashley Miller (1911)
- The Girl and the Motor Boat, regia di Ashley Miller (1911)
- Willie Wise and His Motor Boat, regia di Ashley Miller (1911)
- The Ghost's Warning, regia di Ashley Miller (1911)
- The Story of the Indian Ledge, regia di Ashley Miller (1911)
- The Heart of Nichette, regia di Ashley Miller (1911)
- How Sir Andrew Lost His Vote, regia di Ashley Miller (1911)
- Papa's Sweetheart, regia di Bannister Merwin (1911)

### 1912
- Eleanor Cuyler (1912)
- Please Remit (1912)
- The Little Organist – cortometraggio (1912)
- The Corsican Brothers, regia di Oscar Apfel e J. Searle Dawley (1912)
- His Daughter, regia di Bannister Merwin (1912)
- The Yarn of the Nancy Belle, regia di Ashley Miller (1912)
- The Heir Apparent, regia di Oscar Apfel (1912)
- The Baby (1912)
- Her Face (1912)
- A Funeral That Flashed in the Pan, regia di Ashley Miller (1912)
- The Insurgent Senator, regia di Bannister Merwin (1912)
- The Dumb Wooing, regia di Will Louis (1912)
- The Little Woolen Shoe, regia di Bannister Merwin (1912)
- Politics and Love (1912)
- Billie
- The Convict's Parole, regia di Edwin S. Porter (1912)
- Their Hero, regia di Ashley Miller (1912)
- The Sunset Gun, regia di Bannister Merwin (1912)
- Martin Chuzzlewit, regia di Oscar Apfel e James Searle Dawley (1912)
- The Angel and the Stranded Troupe, regia di C.J. Williams (1912)
- A Man in the Making, regia di Ashley Miller (1912)
- The Passer-By, regia di Oscar Apfel (1912)
- The Close of the American Revolution (1912)
- After Many Days (1912)
- Nerves and the Man
- What Happened to Mary, regia di Charles Brabin (1912)
- More Precious Than Gold, regia di J. Searle Dawley (1912)
- When She Was About Sixteen
- A Dangerous Lesson (1912)
- Mr. Pickwick's Predicament
- The Boy and the Girl
- The Little Girl Next Door, regia di J. Searle Dawley[1] o di Ashley Miller[2]
- The Foundling, regia di Ashley Miller (1912)
- The Affair at Raynor's, regia di Charles J. Brabin (1912)
- A Suffragette in Spite of Himself, regia di Ashley Miller (1912)
- A Letter to the Princess, regia di Ashley Miller (1912)
- The New Squire, regia di Ashley Miller (1912)
- Nebbia (Fog), regia di Ashley Miller (1912)
- Lady Clare, regia di Ashley Miller (1912)
- An Old Fashioned Elopement, regia di C.J. Williams (1912)
- A Clue to Her Parentage, regia di J. Searle Dawley (1912)

### 1913
- An Unsullied Shield, regia di Charles Brabin (1913)
- The Maid of Honor, regia di Charles Brabin (1913)
- The Man He Might Have Been, regia di Ashley Miller (1913)
- The Ambassador's Daughter
- The Princess and the Man
- Barry's Breaking In
- Confidence, regia di Bannister Merwin (1913)
- The Minister's Temptation
- The Gauntlets of Washington
- Kathleen Mavourneen, regia di Charles Brabin (1913)
- The Portrait
- The Dean's Daughters
- With the Eyes of the Blind
- The Duke's Dilemma
- The Man Who Wouldn't Marry
- A Splendid Scapegrace
- The Heart of Valeska
- The Prophecy
- A Concerto for the Violin
- While John Bolt Slept
- Mary Stuart
- Who Will Marry Mary?
- The Coast Guard's Sister
- Flood Tide
- Keepers of the Flock
- The Stroke of the Phoebus Eight
- A Daughter of Romany
- The Foreman's Treachery, regia di Charles Brabin (1913)
- The Stolen Plans, regia di Charles Brabin (1913)

### 1914
- The Antique Brooch, regia di Charles Brabin – cortometraggio (1914)
- The Necklace of Rameses, regia di Charles Brabin – cortometraggio (1914)
- The Man of Destiny, regia di Walter Edwin – cortometraggio (1914)
- Sophia's Imaginary Visitors, regia di Walter Edwin – cortometraggio (1914)
- All for His Sake, regia di Charles J. Brabin – cortometraggio (1914)
- The Drama of Heyville, regia di Ashley Miller – cortometraggio (1914)
- Comedy and Tragedy, regia di Walter Edwin – cortometraggio (1914)
- The Man Who Disappeared, regia di Charles Brabin - serial (1914)
- The Black Mask, regia di Charles Brabin – cortometraggio (1914)
- The Impersonator, regia di Charles H. France – cortometraggio (1914)
- A Question of Hats and Gowns – cortometraggio (1914)
- A Princess of the Desert, regia di Walter Edwin – cortometraggio (1914)
- A Hunted Animal, regia di Charles Brabin – cortometraggio (1914)
- When East Met West in Boston, regia di Walter Edwin – cortometraggio (1914)
- The Double Cross, regia di Charles Brabin – cortometraggio (1914)
- The Light on the Wall, regia di Charles Brabin – cortometraggio (1914)
- With His Hands, regia di Charles Brabin – cortometraggio (1914)
- The Gap, regia di Charles Brabin – cortometraggio (1914)
- The Man in the Street, regia di Charles Brabin – cortometraggio (1914)
- Face to Face, regia di Charles Brabin – cortometraggio (1914)
- A Matter of Minutes, regia di Charles Brabin – cortometraggio (1914)
- The Living Dead, regia di Charles Brabin – cortometraggio (1914)
- By the Aid of a Film, regia di Charles Brabin – cortometraggio (1914)
- The Blind Fiddler, regia di Richard Ridgely – cortometraggio (1914)
- The Long Way, regia di Charles Brabin – cortometraggio (1914)
- On the Isle of Sarne, regia di Richard Ridgely – cortometraggio (1914)
- The Pines of Lorey – cortometraggio (1914)
- The King's Move in the City, regia di Charles Brabin – cortometraggio (1914)
- The Best Man, regia di Charles Brabin – cortometraggio (1914)
- The Colonel of the Red Hussars, regia di Richard Ridgely – cortometraggio (1914)
- The Premature Compromise, regia di Charles Brabin – cortometraggio (1914)

### 1915
- An Invitation and an Attack
- Oh! Where Is My Wandering Boy Tonight, regia di John H. Collins (1915)
- The Glory of Clementina, regia di Ashley Miller – cortometraggio (1915)
- A Theft in the Dark
- A Deadly Hate
- The Idle Rich, regia di Charles Ransom (1915)
- His Convert
- Her Proper Place
- Sally Castleton, Southerner
- The Man Who Could Not Sleep
- Eugene Aram, regia di Richard Ridgely (1915)
- Shadows from the Past, regia di Richard J. Ridgely (1915)
- Ranson's Folly, regia di Richard Ridgley (1915)
- The Mystery of Room 13, regia di George Ridgwell (1915)
- The Destroying Angel, regia di Richard Ridgely (1915)

### 1916
- The Catspaw

- Whom the Gods Destroy, regia di James Stuart Blackton, Herbert Brenon, William P.S. Earle (1916)

### 1917
- The Last Sentence
- Intrigue, regia di John S. Robertson (1917)
- The Collie Market
- Babette
- A Spring Idyl
- Builders of Castles
- Satin and Calico
- The Fairy Godfather, regia di James Stuart Blackton (1917)
- The Sixteenth Wife, regia di Charles Brabin (1917)
- Mary Jane's Pa, regia di Charles Brabin e William P.S. Earle (1917)
- An Alabaster Box
- The Diary of a Puppy

### 1918
- The Woman Between Friends, regia di Tom Terriss (1918)
- The Girl of Today
- Buchanan's Wife, regia di Charles Brabin (1918)

### 1919
- Luna nuova (The New Moon), regia di Chester Withey (1919)
- Kathleen Mavourneen, regia di Charles Brabin (1919)
- The Thirteenth Chair, regia di Léonce Perret (1919)

### 1920
- Even as Eve, regia di Chester De Vonde e B.A. Rolfe (1920)
- While New York Sleeps, regia di Charles J. Brabin (Charles Brabin) (1920)
- Blind Wives, regia di Charles Brabin (1920)

### 1921
- La maschera di carne (Footlights), regia di John S. Robertson (1921)
- Miss 139

### 1922
- The Spanish Jade, regia di John S. Robertson (1922)
- The Lights of New York

### 1923
- The Satin Girl
- Lucretia Lombard, regia di Jack Conway (1923)
- Paraocchi

### 1924
- Three Miles Out
- Dorothy Vernon of Haddon Hall, regia di Marshall Neilan (1924)
- The Sea Hawk
- In Every Woman's Life, regia di Irving Cummings (1924)
- This Womann, regia di Phil Rosen (1924)
- L'uomo che prende gli schiaffi (He Who Gets Slapped), regia di Victor Seastrom (Victor Sjöström) (1924)

### 1925
- The Lady
- Siege
- The Goose Woman
- Graustark, regia di Dimitri Buchowetzki (1925)

### 1926
- Kiki, regia di Raoul Walsh (1926)
- La signora fortuna (The Lucky Lady), regia di Raoul Walsh (1926)
- The Love Thief, regia di John McDermott (1926)
- La tentatrice (The Temptress), regia di Fred Niblo e, non accreditato, Mauritz Stiller (1926)
- La carne e il diavolo

### 1927
- La ballerina del taxi (The Taxi Dancer), regia di Harry F. Millarde (1927)
- Resurrezione (Resurrection), regia di Edwin Carewe (1927)
- California
- The Road to Romance
- L'uomo, la donna e il peccato (Man, Woman and Sin), regia di Monta Bell (1927)

### 1928
- Under the Black Eagle, regia di W. S. Van Dyke (1928)
- Glorious Betsy, regia di Alan Crosland (1928)
- Giglio imperiale (Yellow Lily), regia di Alexander Korda (1928)
- The Whip, regia di Charles Brabin (1928)